# Cuaderno de campo

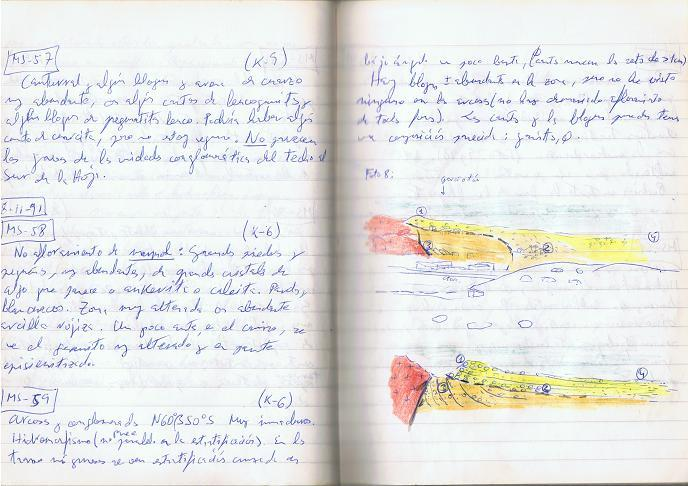
Anotaciones geológicas en un cuaderno de campo.

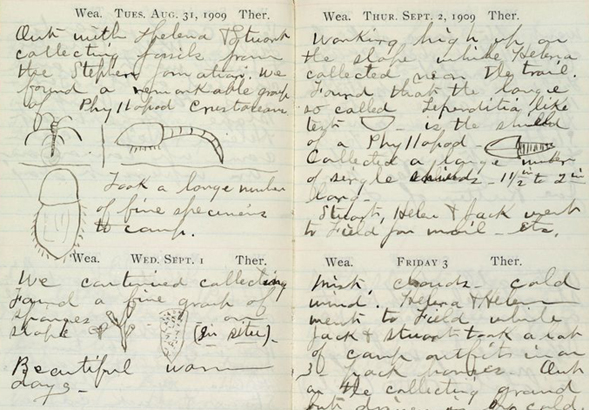
Cuaderno de campo de 1909. Notas del paleontólogo Charles D. Walcott sobre los fósiles de las Lutitas de Burgess.

Un cuaderno de campo o diario de campo es una herramienta usada por investigadores de varias áreas para hacer anotaciones cuando ejecutan trabajos de campo. Es un ejemplo clásico de fuente primaria.

## Usos
Los cuadernos de campo son normalmente bloc de notas en el que los investigadores escriben o dibujan sus observaciones. Esta herramienta de investigación es generalmente usada por naturalistas, biólogos, geólogos, ambientólogos, geógrafos, paleontólogos, arqueólogos, antropólogos (etnógrafos), Trabajadores Sociales, pedagogos y sociólogos.
Tras servir para la elaboración de investigaciones, los cuadernos de campo se transforman en documentos, generalmente presentes en los archivos personales de los académicos y, dependiendo del valor histórico de sus obras, pueden pasar a integrar archivos públicos.
También son usados para hacer bocetos de dibujo, generalmente a mano alzada. Importantes son los dibujos realizados por el sueco Sven Hedin en sus viajes por Asia, el alemán Wilhelm Filchner en sus viajes por Asia y Antártida, y el español Julio Caro Baroja en sus viajes por España y norte de África.

## Instrumento de investigación
El cuaderno de campo suele utilizarse en todas las ciencias que realizan trabajo de campo de acuerdo con las perspectiva que se adopte:
- Investigación cualitativa, con anotaciones menos estructuradas y más abiertas.

- Investigación cuantitativa, con formatos más estructurados y sistemáticos de datos.

## Obras
- Caro Baroja, Julio (1979). Cuadernos de Campo. Madrid.
- Filchner, Wilhem (1922). Zum sechsten Erdteil. Berlín.
- Hedin, Sven (1965). Mein Leben als Zeichner. Wiesbaden.